# Districte de Banka
El districte de Banka és una divisió administrativa de Bihar a l'Índia, divisió de Bhagalpur, amb capital a Banka. La superfície és de 3.019 km² i la població d'1.608.778 habitants. Està situat al sud-est de Bihar i fou creat el 21 de febrer de 1991 segregat del districte de Bhagalpur del que n'era una subdivisió.
Administrativament està dividit en dues ciutats (Banka i Amarpur) i onze blocks de desenvolupament:
- 1. Amarpur

- 2. Banka

- 3. Barahat

- 4. Belhar

- 5. Bounsi

- 6. Chandan

- 7. Dhoraiya

- 8. Fullidumar

- 9. Katoriya

- 10. Rajoun

- 11.Shambhuganj